# Лосьмино (Смоленская область, станция)

Лосьмино — станция в Вяземском районе Смоленской области России. Входит в состав Кайдаковского сельского поселения. Население — 9 жителей (2007). 
Расположена в восточной части области в 12 км к югу от Вязьмы, в 2 км южнее автодороги Р132 Вязьма — Калуга — Тула — Рязань. В 0,1 км западнее населённого пункта расположена железнодорожная станция Лосьмино на линии Вязьма — Занозная.

## История
В годы Великой Отечественной войны станция была оккупирована гитлеровскими войсками в октябре 1941 года, освобождена в марте 1943 года. 